# Internet Killed Television
Internet Killed Television (Интернет убил телевидение) — веб-сериал про жизнь молодого гитариста Чарльза Триппи и его собак Зои и Марли.
Шоу состоит из эпизодов, которые в среднем идут двенадцать минут. Эпизоды добавляются каждый день на YouTube во второй половине дня по восточному поясному времени (раннее утро по Гринвичу). Шоу планировалось на один год, но после большого успеха первого сезона, было принято решение продолжить съемку влогов.

## Описание
Internet Killed Television известно, как CTFxC. Изначально это расшифровывалось как «Charles Trippy Friend x Core», но затем расшифровка изменилась на «Charles Trippy Family x Core». По состоянию на апрель 2014, шоу имеет более 1 464 645 подписчиков.

## Производство
Шоу снимается на Canon PowerShot Elph 330 HS, iPhone 5 и GoPro, когда требуется съемка под водой. Также для более качественного видео Чарльз использует Canon EOS 7D. В более ранних эпизодах Чарльз использовал Flip UltraHD. В шоу говорится, что видео редактируется в Final Cut Pro через Mac Pro (или MacBook Pro во время путешествий). На настоящий момент сделано 1 962 эпизода, которые имеют 540,303,821  просмотров.

## В ролях

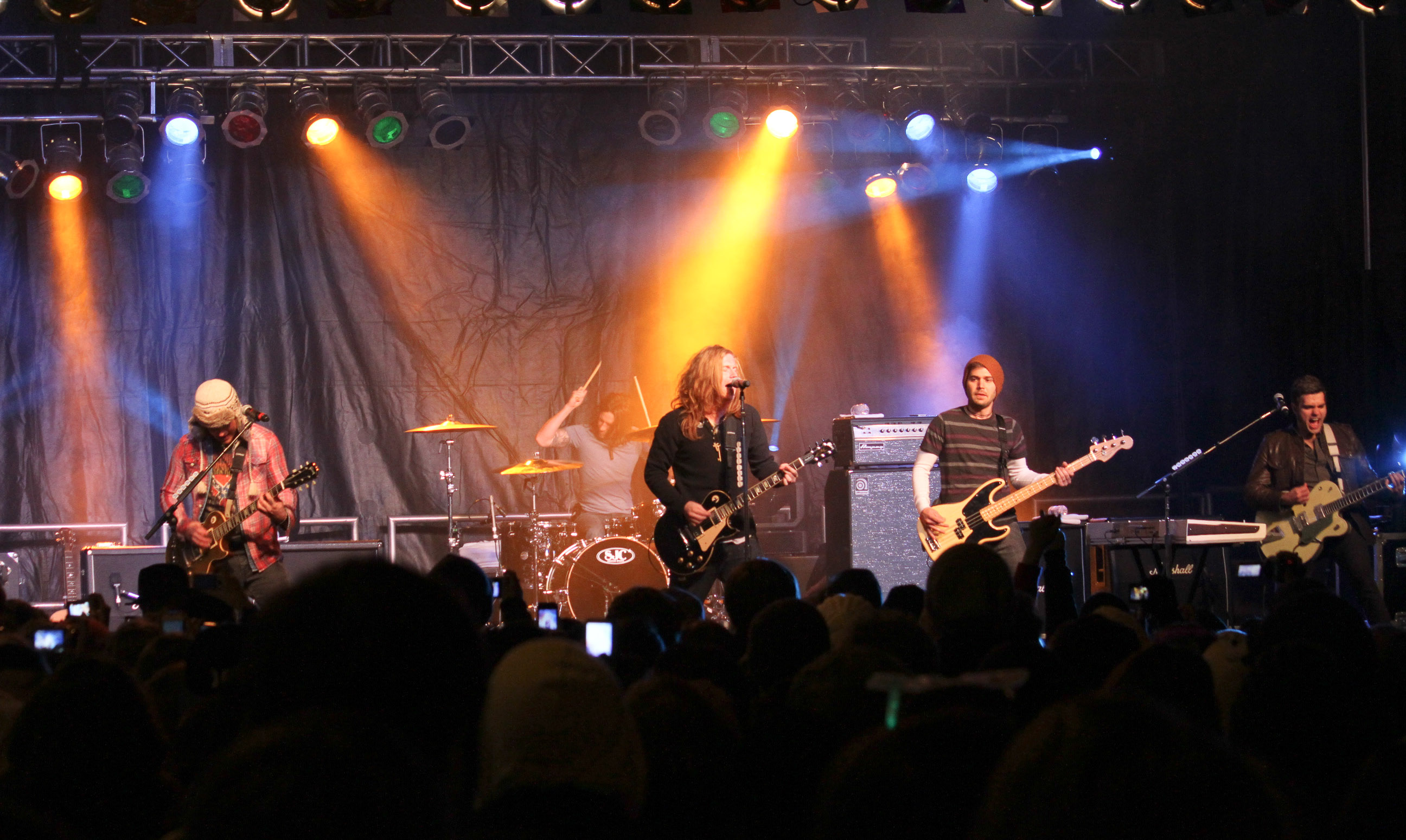
We The Kings

Charles Paul Trippy III (Чарльз Пол Триппи) родился 2 сентября 1984 (30 лет) в Сарасоте, штат Флорида и вырос в соседнем городе Брейдентон, Флорида. Окончил среднюю школу The Lakewood Ranch High School и колледж The University of South Florida. Он начал делать видео на YouTube в мае 2006. Он также принимал участие в других шоу, таких как ShayTards, Prank House, Shoot the Banker, The Elevator Show, Retarded Policeman, PrankvsPrank и The Annoying Orange, где он играл лимона и в другом эпизоде — картофеля. Его отец, Чез Триппи, играл на ударных в группе Грегга Оллмана, когда был молодым. В 2010 году Чарльз был номинирован на премию Teen Choice Awards. Он также был басистом в группе под названием Suspense Thriller. С 21 сентября 2011 года Чарльз играет на бас-гитаре в группе We The Kings, с участниками которой он дружит с детства. 11 марта 2012 года Триппи объявил, что с настоящего времени является постоянным участником группы.
Allison «Alli» Rose Trippy (Speed) (Эллисон «Элли» Роуз Триппи (Спид)) родилась 13 августа 1989 (24 года) в Атланте, штат Джорджия в еврейской семье и выросла в Сарасоте, Флорида. Эллисон окончила The NewGate School, частную школу, основанную на педагогике Монтессори, в 2007 году. 29 апреля 2011 года она окончила Университет штата Флорида с отличием, где она специализировалась на испанском языке и достигла среднего балла 3,85. Также она изучала религию.
Чарльз и Элли познакомились в интернете через социальную сеть MySpace. Он случайно добавил Эллисон на MySpace, соревнуясь с другом в наибольшем количестве друзей на сайте. В течение пяти лет они так и оставались виртуальными друзьями, фактически никогда не встречая друг друга в лицо. В конце концов они договорились встретиться в декабре 2008 в кофейне Starbucks и, встретившись, проговорили до поздней ночи. С тех пор, по словам Чарльза, они были неразлучны.
8 апреля 2014 года Чарльз в своем видеоблоге заявил, что он и Элли разводятся.

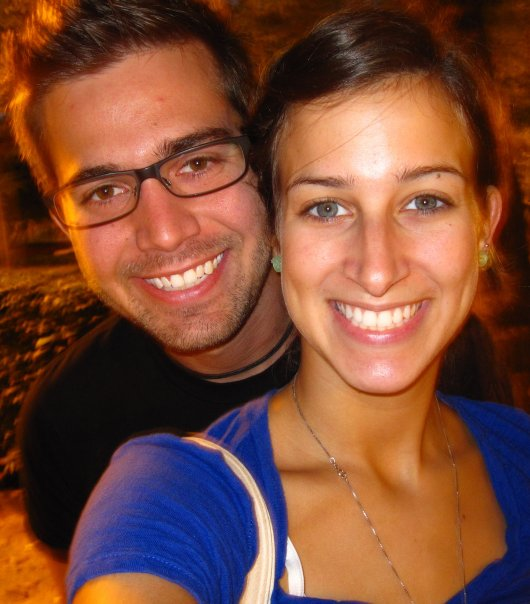
Чарльз и Элли в Испании, 2009 год.

## Награды и признания
| Год  | Название                 | Номинанты                              | Награда                            |           |
| ---- | ------------------------ | -------------------------------------- | ---------------------------------- | --------- |
| 2009 | Mashable Open Web Awards | Internet Killed Television             | Лучший онлайн сериал               | Номинация |
| 2009 | Mashable Open Web Awards | «Surprise Marriage Proposal in Spain!» | Видео YouTube года                 | Победа    |
| 2009 | Mashable Open Web Awards | Internet Killed Television             | Лучший посещаемый канал на YouTube | Победа    |
| 2010 | Teen Choice Awards       | Чарльз Триппи                          | Интернет-звезда                    | Номинация |